# Coupe de France de futsal 2000-2001
Navigation
1999-2000 2001-2002
La Coupe de France de futsal 2000-2001 est la septième édition de la compétition. Le tournoi final a lieu les 14-15 avril 2001 au centre technique d'Eaubonne.

## Déroulement
| Période          | Tour           |
| ---------------- | -------------- |
| ?                | Premier tour   |
| 22 janvier 2001  | Second tour    |
| 3 février 2001   | Quart régional |
| 17 mars 2001     | Play-off       |
| 14-15 avril 2000 | Tournoi final  |

## Tournoi final

### Clubs participants
| \| SPB Saint-Saulve Algrange FC Flers Montpellier Volvic Holtzheim ASF Andrézieux Teisseire Eaubonne \| Les clubs qualifiés |
| SPB Saint-Saulve Algrange FC Flers Montpellier Volvic Holtzheim ASF Andrézieux Teisseire Eaubonne                           |

La moitié des huit qualifiés sont issus du Sud-Est de la France.
Quatre des équipes présentes y était déjà la saison précédente : le SPB Saint-Saulve est tenant du titre, Petit Bard a pris part aux deux dernières éditions, tandis que le FC Flers et l'AS Algrange sont présents en 1998 et 2000.
| Groupe A           | Groupe B               |
| ------------------ | ---------------------- |
| Volvic             | Petit Bard Montpellier |
| Holtzheim          | FC Flers               |
| SPB Saint-Saulve T | ASF Andrézieux         |
| Teisseire          | AS Algrange            |

### Phase de groupe
Les rencontres de la phase de groupe se dispute en deux mi-temps de dix minutes.

#### Groupe A
Le tenant du titre S’Point Boys Saint-Saulve tient son rang avec deux victoires par quatre buts d'écart, mais peine lors de son second match contre le futur dernier Volvic (8-7 ap). Le dernier match entre St-Saulve et Holtheim, tous deux à deux victoires, sert à déterminer la première place.

#### Groupe B
Quatrième en 2000, le FC Flers se donne la possibilité de faire mieux en obtenant la première place. Club de division d'honneur de football, l'ASF Andrézieux prend facilement la seconde place pour les demi-finales contre deux habitués du tournoi final, l'AS Algrange et Petit Bard (respectivement 5-2 et 9-2).

### Phase finale
La phase finale se joue le 15 avril 2001 et les matchs se dispute en deux mi-temps de quinze minutes.
|  | Demi-finales          | Demi-finales |                |   | Finale | Finale |
|  | Demi-finales          | Demi-finales |                |   | Finale | Finale |
|  |                       |              |                |   |        |        |
|  | 14h15                 | 14h15        |                |   | 17h00  | 17h00  |
|  | 14h15                 | 14h15        |                |   | 17h00  | 17h00  |
|  | SPB St-Saulve (1er A) | 6            |                |   | 17h00  | 17h00  |
|  | SPB St-Saulve (1er A) | 6            |                |   | 17h00  | 17h00  |
|  | ASF Andrézieux (2e B) | 7            |                |   | 17h00  | 17h00  |
|  | ASF Andrézieux (2e B) | 7            | ASF Andrézieux | 4 |        |        |
|  | 15h15                 |              | ASF Andrézieux | 4 |        |        |
|  |                       | FC Flers     | 2              |   |        |        |
|  | FC Flers (1er B)      | FC Flers     | 2              | 6 |        |        |
|  | FC Flers (1er B)      |              |                | 6 |        |        |
|  | Holtzheim (2e A)      | 5            |                |   |        |        |
|  | Holtzheim (2e A)      | 5            |                |   |        |        |

## Source
- (en) French Futsal Cup 2000/2001 sur old.futsalplanet.com